# Howard Keel
Harold Clifford Keel (Gillespie (Illinois), 13 april 1919 - Palm Desert, 7 november 2004), beter bekend als Howard Keel, was een Amerikaans acteur en zanger. Hij speelde aanvankelijk meestal heldenrollen in musicals en westerns. Later verwierf hij met name bekendheid met zijn rol als oliebaron Clayton Farlow in de televisieserie Dallas, die hij van 1981 tot 1991 vervulde.

## Biografie

### Eerste jaren
Keel werd geboren in Gillespie, Illinois, als de zoon van een mijnwerker. Na de dood van zijn vader in 1930 verhuisde Keel met zijn moeder naar Californië waar hij les kreeg op de Fallbrook High School. Vervolgens had hij allerlei baantjes totdat hij uiteindelijk vast werk kreeg bij de Douglas Aircraft Company. Het was zijn hospita die Keel erop wees dat hij een goede zangstem had. Op haar aanraden nam hij zanglessen om zich te verbeteren. In 1941 zong hij in Saul, een oratorium van Händel. Hij kreeg meer rollen en begon zich te specialiseren in musicals. In 1945 zong hij in Carousel en Oklahoma!. Hij trad enige tijd met Oklahoma! met veel succes op in Engeland, waar hij ook voor het eerst zijn toneelnaam 'Howard Keel' gebruikte. Keel maakte ook zijn filmdebuut in Engeland met de film The Small Voice (1948).

### Hollywood
Na zijn successen op West End in Londen keerde Keel terug naar de VS. Hij was inmiddels opgevallen in Hollywood en werd gecontracteerd door Metro-Goldwyn-Mayer. M-G-M castte hem als Frank Butler in de filmmusical Annie Get Your Gun (1950). Het bleek een succes en Keel werd een van M-G-M's grote musicalsterren. Hij speelde hoofdrollen in Show Boat (1951), Kiss Me Kate (1953), Seven Brides for Seven Brothers (1954), en Kismet (1955). Ook andere studio's hadden interesse en Keel werd door Warner Brothers ingehuurd om Wild Bill Hickok te spelen in Calamity Jane (1953). Na het aflopen van zijn contract met M-G-M keerde Keel weer terug naar het toneel. Met het veranderen van de smaak van het Amerikaanse publiek, was er echter steeds minder werk voor hem. In de jaren zestig trad Keel op in nachtclubs en acteerde hij in B-films, meestal westerns. Hij begon te drinken en dat kostte hem uiteindelijk zijn derde huwelijk. 

### Dallas
Begin jaren zeventig trouwde hij met de vijfentwintig jaar jongere Judy Magamoll die hem hielp om zijn alcoholisme te bestrijden. Hij speelde zelfs weer een rol in de musical Ambassador, maar de productie flopte. Zijn gezondheid was door de drank wel aangetast en in 1986 onderging hij een dubbele bypassoperatie. Inmiddels was hij ook betrokken geraakt bij het medium televisie. Na een optreden in een episode van de tv-serie The Love Boat, werd hij gevraagd voor de televisieserie Dallas. In 1981 kreeg hij in het vierde seizoen de rol van oliebaron Clayton Farlow. Keel werd snel populair met de rol en zou aanblijven tot Dallas in 1991 van het scherm verdween.

### Dood
Keel overleed op 7 november 2004 aan darmkanker. 